# Bor (Berane)
Bor es un pueblo ubicado en el municipio de Berane, en Montenegro.

## Demografía
Hasta 2011 la población era de 222 habitantes, conformada por 48 hogares y 72 viviendas.
| 248                                                              | 308 | 367 | 357 | 397 | 323 | 243 | 222 |
| (Fuente: Population statistics of Eastern Europe & former USSR.) |     |     |     |     |     |     |     |

| Etnicidad                                           | Número | Porcentaje |
| --------------------------------------------------- | ------ | ---------- |
| Bosnios                                             | 237    | 97,53 %    |
| Montenegrinos                                       | 1      | 0,41 %     |
| Musulmanes                                          | 1      | 0,41 %     |
| Otros                                               | 4      | 1,64 %     |
| Fuente: Republic of Montenegro. Statistical Office. |        |            |